# سیارک ۵۷۵۰
سیارک ۵۷۵۰ (به انگلیسی: 5750 Kandatai، نامگذاری:1991GG1) پنج هزار و هفتصد و پنجاهمین سیارک کشف شده‌است که در ۱۱ آوریل ۱۹۹۱ کشف شد.
قدر مطلق سیارک برابر ۱۱٫۳۰ است.